# باگنولی دل ترینگو
باگنولی دل ترینگو (به ایتالیایی: Bagnoli del Trigno) یک کومونه در ایتالیا است که در استان ایسرنیا واقع شده‌است.

## خصوصیات
باگنولی دل ترینگو ۳۶٫۷ کیلومترمربع مساحت و ۸۴۱ نفر جمعیت دارد.